# John Bateman (2e vicomte Bateman)
John Bateman, 2e vicomte Bateman (avril 1721 - 2 mars 1802) est un homme politique britannique qui siège à la Chambre des communes de 1746 à 1784.

## Biographie

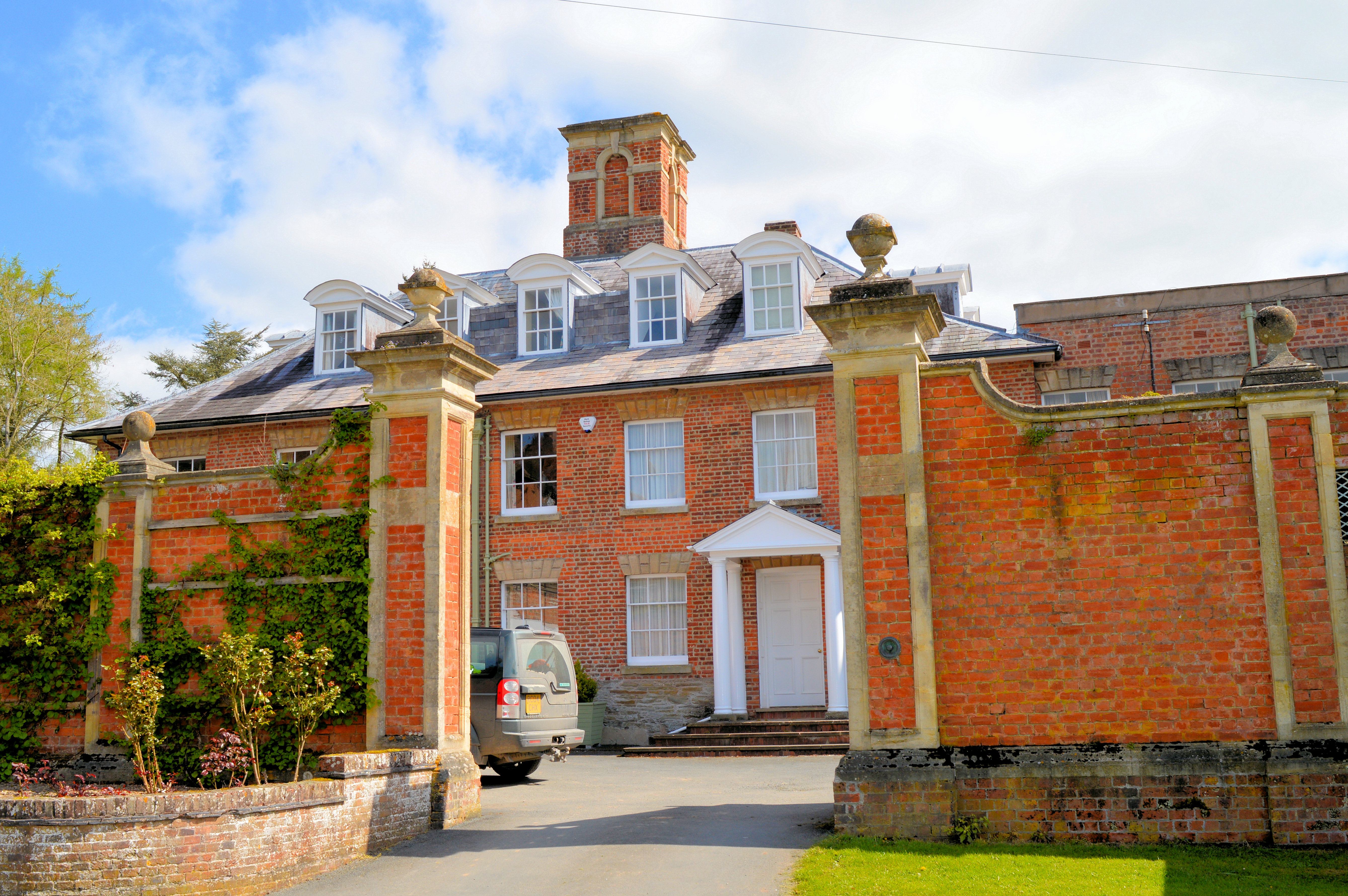
Communs de Shobdon Court

Il est le fils aîné de William Bateman (1er vicomte Bateman) et de son épouse, Anne Spencer, fille de Charles Spencer (3e comte de Sunderland) et petite-fille de John Churchill (1er duc de Marlborough). En décembre 1744, à la mort de son père, il devient le second vicomte Bateman. Il épouse Elizabeth Sambroke, fille de John Sambroke, le 2 juillet 1748.
La propriété que Bateman hérite de son père (Shobdon Court, Herefordshire) lui confère un siège parlementaire à Leominster et il est lié aux familles Marlborough, Bedford et Pelham par le biais de sa mère. Comme la vicomté est dans la Pairie d'Irlande, il peut être élu à la Chambre des communes de Grande-Bretagne. Lord Bateman est élu sans opposition comme député d'Orford lors d'une élection partielle le 31 janvier 1746. Aux élections générales de 1747, il est réélu sans opposition en tant que député de Woodstock, sous le patronage de son oncle Charles, duc de Marlborough.
Il est réélu à Woodstock en 1754 et devient Lord de l'amirauté de 1755 à 1756, date à laquelle il est nommé trésorier de la maison. Il est nommé au Conseil privé le 19 novembre 1756. En 1761, il est à nouveau réélu au Parlement pour Woodstock. Aux élections générales de 1768, le siège à Woodstock étant réservé à Robert Spencer (1747-1831), Bateman se présente à Leominster, où il est élu sans opposition. Il est réélu sans opposition pour Leominster à nouveau en 1774 et 1780. Il se retire aux élections générales de 1784.
Il est nommé Lord Lieutenant du Herefordshire en 1747 et occupe ce poste jusqu'à sa mort. Il est maître des Buckhounds de 1757 à mars 1782 et haut responsable de Leominster de 1759 à sa mort. Résidant à la Cour de Shobdon, il est responsable de la reconstruction complète de l'église St John entre 1749 et 1752.
À sa mort en 1802, à l'âge de quatre-vingts ans, la vicomté disparait. Shobdon Court passe à un membre de la famille, William Hanbury, qui est créé baron Bateman en 1837 et adopte le nom de famille Bateman-Hanbury.

## Sources
- Alan Brooks et Nikolaus Pevsner, Herefordshire, Yale University Press, coll. « The Buildings of England », 2012, 750 p. (ISBN 978-0-300-12575-7, lire en ligne)